# Llengües hibito-cholón
Les llengües hibito-cholón són un grup de dues llengües probablement emparentades i actualment extintes parlades al Perú fins a la segona meitat del segle XX.

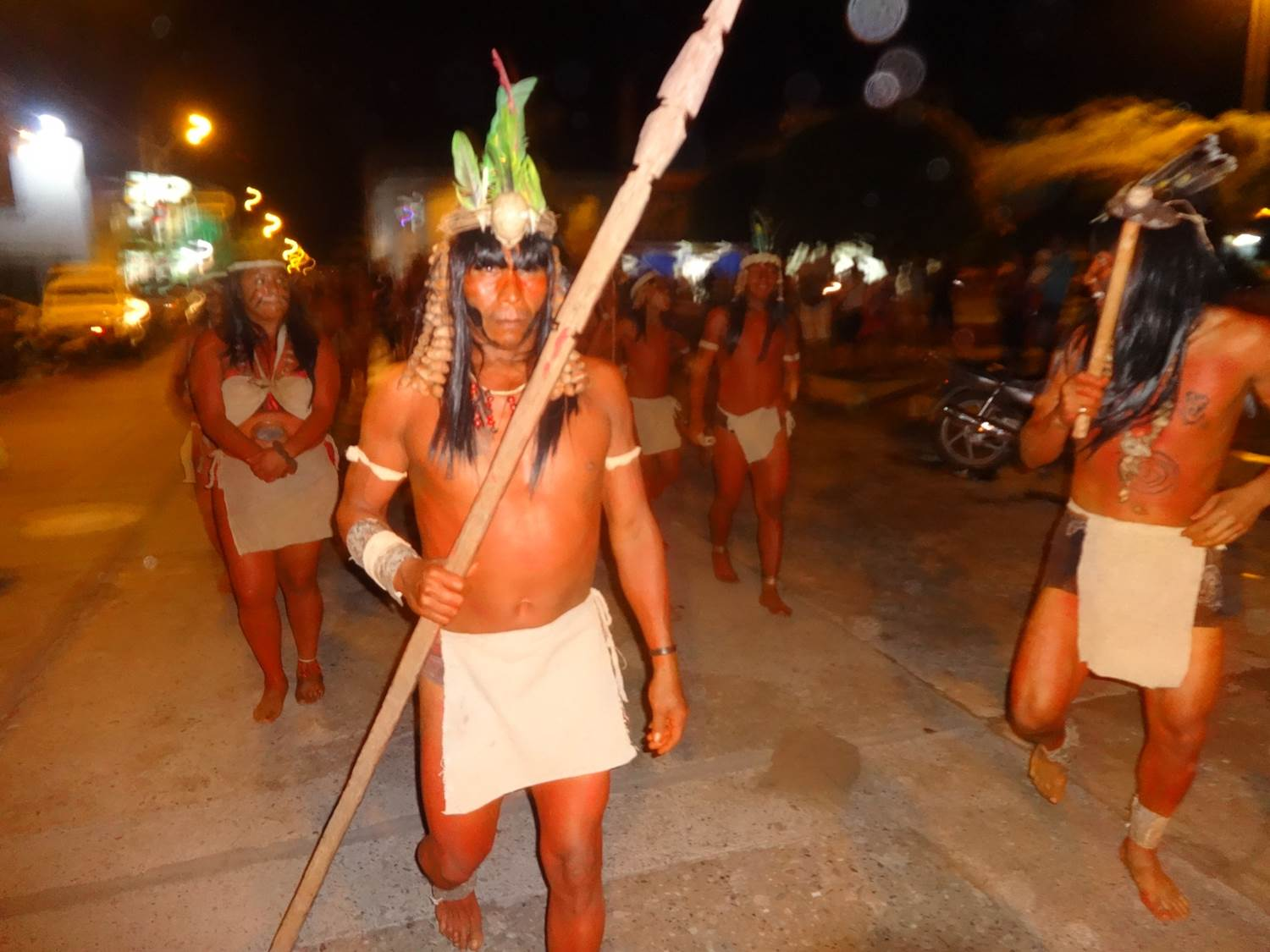
Els hibitos pajatenes

## Documentació
El cholón és la llengua més ben documentada de les dues, es coneix un cert nombre de fonts útils per a la descripció de l'aquesta llengua:
- Pedro de la Mata, va escriure cap a 1748, l' Arte de la lengua cholona, el manuscrit va ser comprat per la Biblioteca Britànica en 1863 i editat, parcialment i amb molts problemes de transcripció, per Julio César Tello (1923: 690–750).
- Baltasar Jaime Martínez Compañón (1985 [1782–90]) va publicar una llista comparativa de 43 formes lèxiques recollides amb parlants de la conversió de Hivitos. La llista inclou moltes altres llengües a més del hivito i el cholón.
- Günter Tessmann (1930), va recollir una llista de 30 paraules, per a un estudi comparatiu del nord-est del Perú, basat en les dades proporcionades per Harvey Baessler a partir d'un ancià que vivia a Pachiza.

En el que segueix aquestes tres fonts s'abreugen com [PM], [MC] i [GT].

## Contacte lingüístic
Jolkesky (2016) assenyala que hi ha semblances lèxiques amb les famílies i llengües quítxua, leko, mapudungun, mochika, Candoshi-Shapra, munichi, i Barbakoa degut al contacte.

## Comparació lèxica
Encara que alguns autors, entre ells Cerrón Palomino, han expressat dubtes sobre el parentiu entre el hibito i el cholón les llistes de paraules existents mostren un clar parentiu, el fet que existeixin correspondències fonètiques regulars suggereix que aquestes coincidències es deguin a préstecs, a continuació es reprodueixen alguns exemples:
| GLOSSA | arbre                        | aigua                        | filla            | fill               |
| ------ | ---------------------------- | ---------------------------- | ---------------- | ------------------ |
| Cholón | mech (PM) mech (MC) meš (TG) | cot (PM) quõt (MC) köta (TG) | ñu (PM) -ñu (MC) | pul (PM) -pul (MC) |
| Hibito | mixs (MC) mitš (GT)          | cachi (MC) otšj (GT)         | ñoo (MC)         | pool (MC)          |

## Descripció lingüística

### Fonologia
Encara que les fonts contenen abundants formes lèxiques, resulta difícil a partir d'elles reconstruir plenament els inventaris fonològics del cholón i el hibito. El cholón és la llengua més ben documentada però l'adaptació a l'espanyol ofereix molts dubtes sobre la articuación exacta d'alguns sons i les oposicions fonèmiques existents entre ells. Provisionalment, l'inventari fonològic seria més o menys el següent:
|             | Labial | Alveolar | Palatal | Velar | Glotal |
| ----------- | ------ | -------- | ------- | ----- | ------ |
| Oclusives   | p      | t        |         | k     | ʔ      |
| Africades   |        | c        | č       |       |        |
| Fricatives  |        | s        | š       | h     |        |
| Aproximants | w      | l        | ly, y   |       |        |
| Nasal       | m      | n        | ñ       | ŋ     |        |

L'inventari vocàlic també és relativament simple:
|          | anterior | central | posterior |
| -------- | -------- | ------- | --------- |
| tancades | i        |         | u         |
| mitjanes | e        |         | o         |
| obertes  |          | a       |           |

### Gramàtica
Una característica interessant és que alguns pronoms personals de segona persona distingeixen entre masculí i femení. Per exemple els sufixos possessius distingeixen si el posseïdor és home o dona: 
kacok / a-kcok / mi-kcok / pi-kcok
'caixa' / 'la meva caixa' / 'la teva.MASC caixa' / 'la teva.FEM caixa'
O en les expressions:
inčam-ma '¿què dius-MASC?' (quan es parla a un home)
inčam-pa '¿què dius-FEM?' (quan es parla a una dona)
També hi ha distinció quan es parla a una persona segons sigui home (-ey) o dona (-pey).